# Meerhout
Meerhout (nederländskt uttal: [ˈmeːrɦʌu̯t]) är en kommun i provinsen Antwerpen i regionen Flandern i Belgien. Kommunen har cirka 10 324 invånare (2020).